# Лекомцев Іван Олександрович
Іван Олександрович Лекомцев (рос. Иван Александрович Лекомцев; 19 липня 1985, м. Глазов, СРСР) — російський хокеїст, захисник. Виступає за «Югра» (Ханти-Мансійськ) у Континентальній хокейній лізі. 
Вихованець хокейної школи Прогрес (Глазов). Виступав за «Іжсталь» (Іжевськ), «Юність» (Мінськ), «Юніор» (Мінськ), «Нафтохімік» (Нижньокамськ), «Автомобіліст» (Єкатеринбург), «Лада» (Тольятті), «Сибір» (Новосибірськ), «Салават Юлаєв» (Уфа), «Авангард» (Омськ), «Локомотив» (Ярославль), «Сєвєрсталь» (Череповець).